# 芒西
芒西（法語：Mancy，法語發音：[mɑ̃si]）是法国马恩省的一个市镇，属于埃佩尔奈区。

## 地理
芒西（48°58'55"N, 3°55'58"E）面积3.57 平方千米，位于法国大東部大區马恩省，该省份为法国东北部内陆省份，北起阿登省，西北接埃纳省，西南接塞纳-马恩省，南至奥布省，东南接上马恩省，东临默兹省。
与芒西接壤的市镇（或旧市镇、城区）包括：蒙特隆、屈伊、格罗沃、莫朗日斯、莫兰。

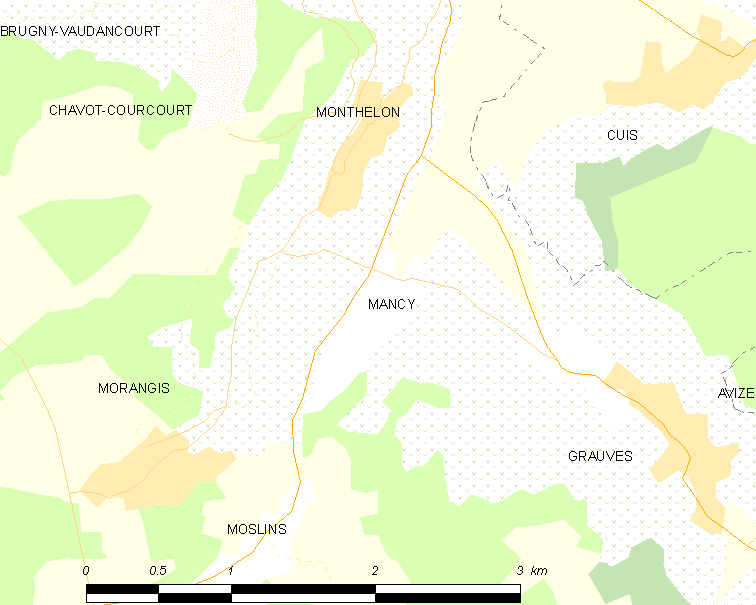
芒西的OSM定位图

芒西的时区为UTC+01:00、UTC+02:00（夏令时）。

## 行政
芒西的邮政编码为51530，INSEE市镇编码为51342。

## 政治
芒西所属的省级选区为埃佩尔奈第二县。

## 人口

1962-2008年间芒西人口变化图示

芒西于2022年1月1日时的人口数量为237人。